# Gajeta

Gajéta je tip lesenega ribiškega čolna oz. ladje, ki izvira iz Dalmacije.

## Etimologija
Kakor druga tradicionalna plovila, je tudi gajeta imela ob jadranski obali različna imena, ob istrski pa je bila vedno le gajeta.

## Zgodovina
Na Jadranu so bile gajete v uporabi od 18. stoletja, najpogostejše so bile v srednji Dalmaciji. 
Čeprav se je nekaj gajet predvsem ob istrski vzhodni in južni obali uporabljalo za ribolov, jih na zahodni ter severni obali do druge svetovne vojne skorajda niso poznali. Tam se je gajeta (v še vedno manjšem številu) pojavila šele  s prihodom ladjedelcev iz kvarnerskega in dalmatinskega območja. Tako je bila gajeta za Istro le pogojno tradicionalno plovilo, tiste, ki so bile izdelane v Istri, pa niso nikoli dosegale velikosti npr. dalmatinskih gajet.

## Značilnosti
Gajeta ima zaobljen trup ter ošiljen premec in krmo. Gajete so bile opremljene z enim jadrom, pa tudi s štirimi ali šestimi vesli, s katerimi se je veslalo stoje. Najpogostejše gajete so bile dolge od 7 do 9 metrov, čeprav so v Dalmaciji poznali tudi večje gajete, ki so bile opalubljene in namenjene prevozu tovora, ter so dosegale celo 12 metrov dolžine.
Gajeta je dokaj močno in stabilno, ne pa tudi težko plovilo. Namenjena je bila predvsem ribolovu z mrežami. Kljub svoji velikosti in moči pa ni bila najbolj primerna za dolgo plovbo po nemirnem morju. Da bi lahko gajete plule dlje na odprto morje in/ali bile dlje časa na ribolovu, so jih začeli pokrivati z bokaporti ali jim dvigati boke s t.i. falki.

## Različice
Ob dalmatinski obali so gradili več vrst gajet. Poseben tip gajete je bila gajeta falkuša, gradili so jo v Komiži na otoku Visu, ki je na globoko morje s seboj peljala dodatne boke, t. i. falke (od tod ime). Te je po potrebi posadka namestila nad obstoječe in se tako zaščitila pred visokimi valovi.
Na otoku Murterju v Betini, kjer se je ohranila  bogata tradicija jadranske lesene brodgradnje, v škveru še danes izdelujejo betinsko gajeto, lahek in okreten lesen čoln z latinskim jadrom, dolžine 6 do 7 metrov. Z njimi so nekoč prevažali in prodajali oljčno olje celo v Puli.